# Zibido San Giacomo
Zibido San Giacomo is een gemeente in de Italiaanse metropolitane stad Milaan (regio Lombardije) en telt 5592 inwoners (31-12-2004). De oppervlakte bedraagt 24,6 km², de bevolkingsdichtheid is 226 inwoners per km².
De volgende frazioni maken deel uit van de gemeente: Zibido, San Giacomo, Badile, Moirago, San Pietro Cusico.

## Demografie
Zibido San Giacomo telt ongeveer 2132 huishoudens. Het aantal inwoners steeg in de periode 1991-2001 met 37,2% volgens cijfers uit de tienjaarlijkse volkstellingen van ISTAT.

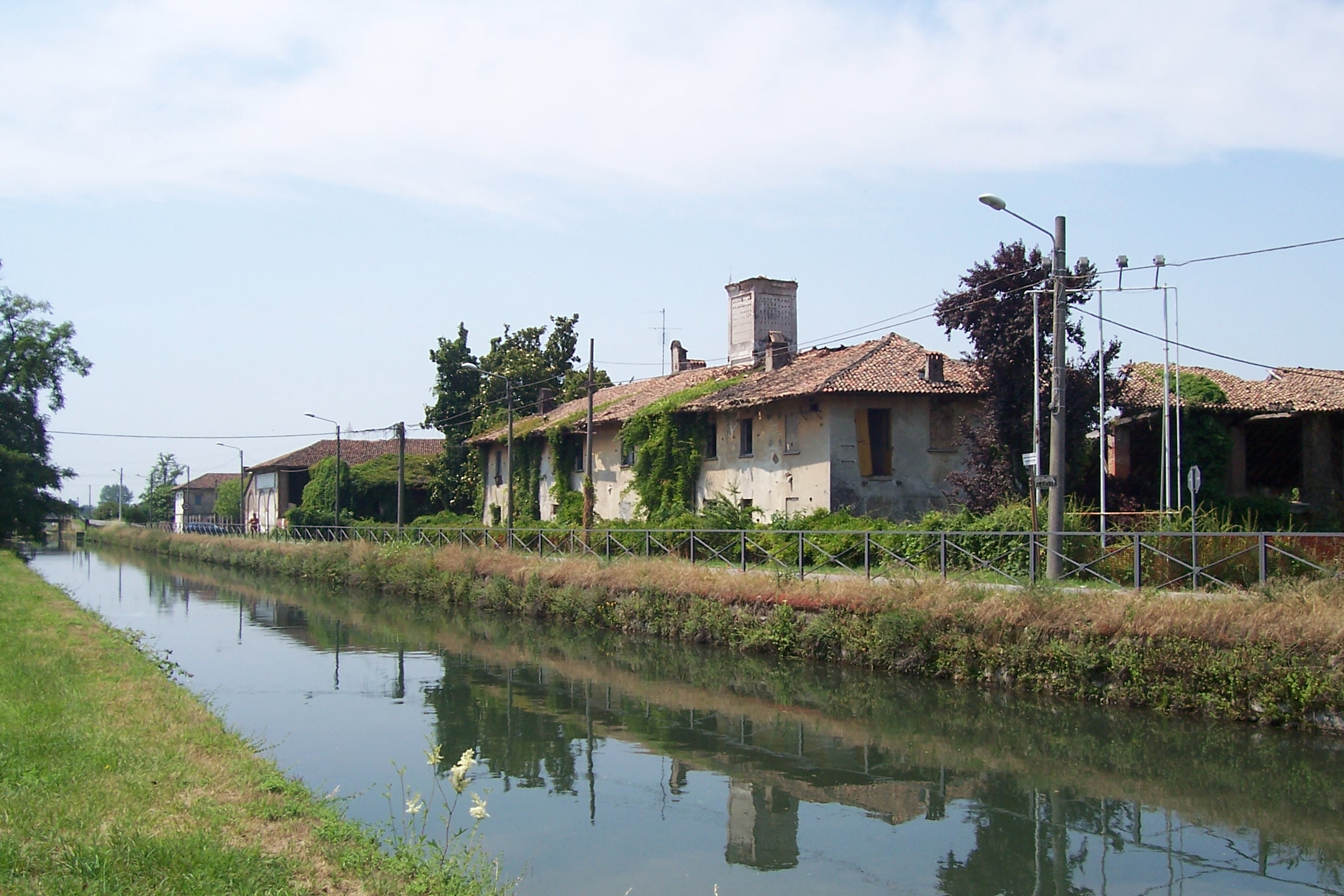

| Jaar | Inwoneraantal |
| ---- | ------------- |
| 1991 | 3947          |
| 2001 | 5415          |

## Geografie
Zibido San Giacomo grenst aan de volgende gemeenten: Trezzano sul Naviglio, Buccinasco, Gaggiano, Assago, Rozzano, Noviglio, Basiglio, Lacchiarella, Binasco.